# Acantherpestes
Genre
Acantherpestes est un genre éteint de diplopodes (communément appelés « mille-pattes ») appartenant à la famille fossile des Euphoberiidae, ayant vécu au Carbonifère supérieur (Moscovien), il y a environ entre 315 et 307 Ma (millions d'années).
Les Acantherpestes fossilisés ont été découverts en Belgique, en République tchèque, au Royaume-uni et aux États-Unis.  

## Description
Les plus grands Acantherpestes pouvaient atteindre une longueur de 50 centimètres.

## Liste d'espèces
Selon Paleobiology Database (27 novembre 2015) :

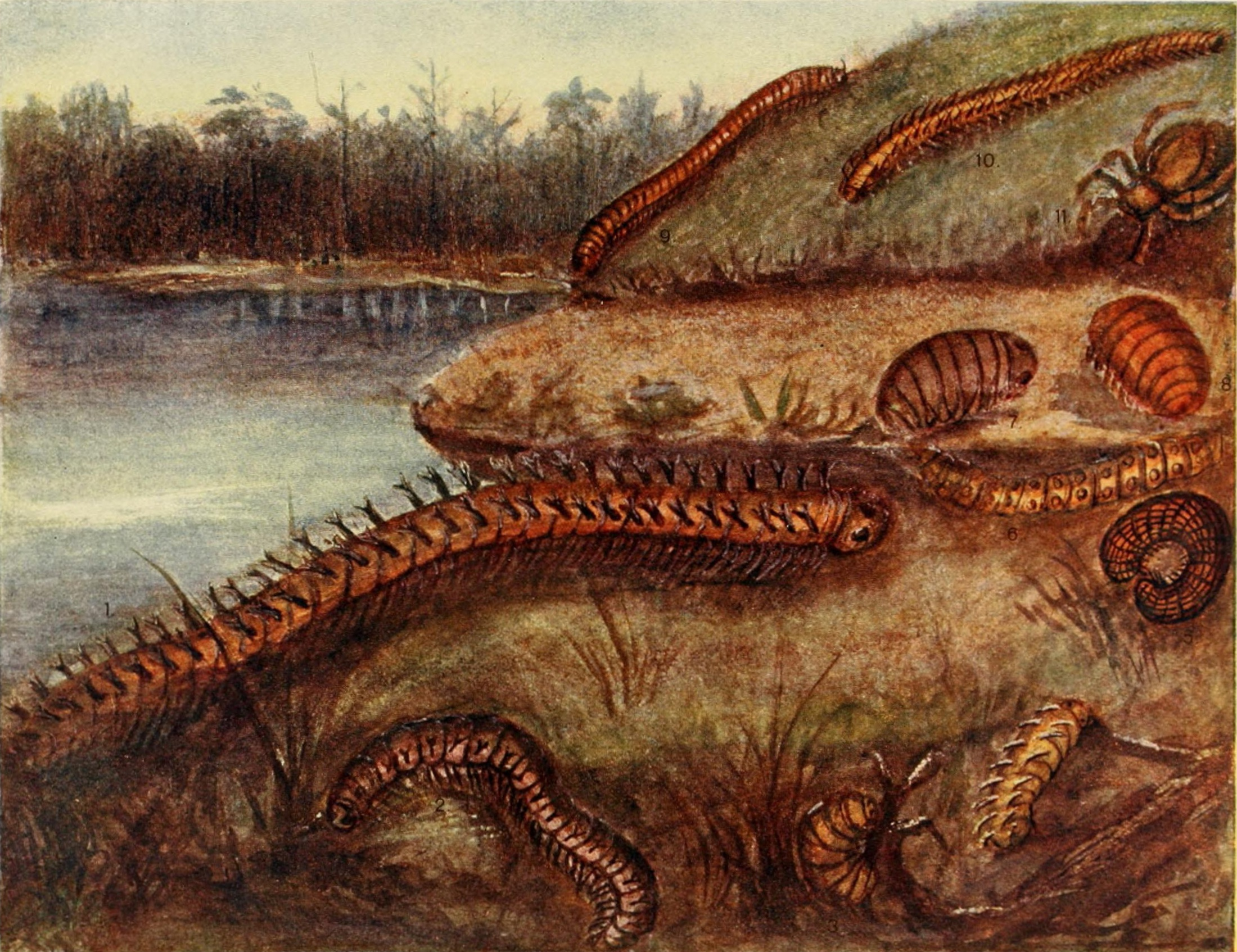
Restitution paléoartistique (par Anton Fritsch, 1899) de différentes espèces de myriapodes du Carbonifère de Bohême, dont un Acantherpestes au premier plan.

- Acantherpestes brodiei Scudder 1882
- Acantherpestes foveolatus Fritsch 1899
- Acantherpestes gigas Fritsch 1895
- Acantherpestes major Meek & Worthen, 1868
- Acantherpestes ornatus Fritsch 1899
- Acantherpestes vicinus Fritsch 1899

## Publication originale
- Meek & Worthen, 1868 : Part II. Palaeontology. Geological Survey of Illinois, vol. 3, p. 291-565.